# Ranger Smith
Ranger John Francis Smith (conhecido como Guarda Chico e Guarda Smith no Brasil) é um personagem fictício da série de desenho animado americana Yogi Bear (Zé Colmeia, no Brasil), dublado originalmente por Don Messick.

## História
É um ex-soldado do Exército dos Estados Unidos, e o guarda florestal do Parque Yellowstone, guardião das florestas e protetor das cestas de piquenique dos visitantes. O Guarda Smith vive sempre ditando as regras do parque para o urso Zé Colmeia e avisando aos visitantes do Parque: "Não alimentem os ursos!". O Guarda Smith geralmente é amigo do Catatau, que ao contrário do Zé Colmeia, tenta sempre fazer a coisa correta. O Zé Colmeia iria roubar as cestas de piquenique, e nem sequer se sente culpado por isso. Em Zé Colmeia - O Filme, foi interpretado por Tom Cavanagh.

### Outras aparições
- Yogi's Gang
- Yogi's Treasure Hunt
- Yo Yogi!
- A Day in the Life of Ranger Smith (curta produzido pela Spümcø))
- Frango Robô (episódio "Identity Theft")